# Herbert Marwitz (Archäologe)
Herbert Marwitz (* 15. Juli 1915 in Berlin; † 31. Januar 2000) war ein deutscher Klassischer Archäologe.

## Leben
Marwitz wurde 1949 an der Universität Erlangen promoviert. Er war in München u. a. als Assistent am Archäologischen Institut der Universität München tätig und publizierte bis in die 1980er-Jahre zu verschiedenen Themen, u. a. zur griechischen Vasenmalerei. Marwitz war korrespondierendes Mitglied des Deutschen Archäologischen Instituts.

## Schriften
- Stefan George und die Antike. In: Würzburger Jahrbücher für die Altertumswissenschaft 1 (1946)
- Vase und Bild: ihre gegenseitige Beziehung und Bedingtheit, untersucht an den Bauchamphoren und der großen Halsamphora. Dissertation, Erlangen 1949.
- Fritz Winter und die Grenzen der abstrakten Malerei, in: Neue literarische Welt Nr. 14, 1953, 16.
- Das Martin-von-Wagner-Museum der Universität Würzburg, in: Weltkunst 24 (1954) Nr. 12, 2.
- Kreis und Figur in der attisch-geometrischen Vasenmalerei, in: Jahrbuch des Deutschen Archäologischen Instituts 74 (1959) 52-113.
- Zur griechischen Vasentechnik, in: Jahreshefte des Österreichischen Archäologischen Institutes 45 (1960) Beiblatt, 207-264.
- Ein attisch-geometrischer Krater in New York, in: Antike Kunst 4 (1961) 39-48.
- Das Bahrtuch. Homerischer Totenbrauch auf geometrischen Vasen, in: Antike und Abendland 10 (1961) 7-18.
- Zum griechischen Weihrelief, in: Antike und Abendland 11 (1962) 55-61.
- Zur Einheit des Andokidesmalers, in: Jahreshefte des Österreichischen Archäologischen Institutes 46 (1961-63) 73-104.
- Neue geometrische Tierbronzen, in: Pantheon 23 (1965) 359-369.
- Neues zur Aldobrandinischen Hochzeit, in: Antike und Abendland 12 (1966) 97-110.
- Jorgo Busanis, ein Maler auf der Suche nach dem Unbestimmbaren und der Stille, in: Die Kunst und das schöne Heim 65 (1966/67) 200-203.
- Antiken der Sammlung Hermann Bünemann, München, in: Antike Plastik 6 (Berlin 1967) 29-58.
- Aus der Arbeit der Museen. Zur Neueröffnung der Münchner Antikensammlungen, in: Pantheon 25 (1967) 207-208.
- Das Raumproblem in der frühgriechischen Kunst, in: Amici amico. Festschrift für Werner Gross zu seinem 65. Geburtstag am 25. November 1966 (München 1968) 25-43.
- Ein nordgriechischer Frauenkopf, in: Pantheon 29 (1971) 93-101.
- Zwei Fälschungen?, in: Archäologischer Anzeiger (1972) 567-570.
- Der Herr: Zur Genealogie des modernen Menschenbildes, in: Wandlungen. Studien zur antiken und neueren Kunst, Waldsassen-Bayern 1975, 312-321.
- Eine Strigilis, in: Antike Kunst 22 (1979) 72-81.
- Archäologie heute?, in: Pantheon 39 (1981) 153-155.
- Yorgo Busianis: ein griechischer Maler neben Max Beckmann, in: Pantheon 39 (1981) 231-236.
- Mythos, Dichtung, Sage, in: Jahreshefte des Österreichischen Archäologischen Institutes 53 (1981-82) 1-17.
- Epigraphisch-Numismatisches zu einer Strigilisinschrift, in: Schweizer Münzblätter 32 (1982) 53-59.